# Okręg wyborczy nr 2 do Sejmu Polskiej Rzeczypospolitej Ludowej (1989–1991)
Okręg wyborczy nr 2 do Sejmu Polskiej Rzeczypospolitej Ludowej (1989–1991) obejmował Warszawę-Mokotów oraz gminy Góra Kalwaria, Konstancin-Jeziorna, Piaseczno i Prażmów (województwo stołeczne warszawskie). W ówczesnym kształcie został utworzony w 1989. Wybieranych było w nim 5 posłów w systemie większościowym.
Siedzibą okręgowej komisji wyborczej była Warszawa-Mokotów.

## Wybory parlamentarne 1989

### Mandat nr 3 –Polska Zjednoczona Partia Robotnicza
| Kandydat | I tura | I tura | II tura | II tura |
| Kandydat | Głosów | %      | Głosów  | %       |
| --- | ------ | ------ | ------- | ------- |
| Marcin Święcicki                                                                                               | 24 112 | 12,28  | 68 789  | 69,99   |
| Alina Tepli | 13 690 | 6,97   | 21 828  | 22,21   |
| Zygmunt Okoniewski                                                                                             | 13 049 | 6,65   | —       | —       |
| Maciej Gierej                                                                                                  | 10 307 | 5,25   | —       | —       |
| Artur Howzan                                                                                                   | 10 199 | 5,19   | —       | —       |
| Stanisław Gutek                                                                                                | 7486   | 3,81   | —       | —       |
| Henryk Zimny                                                                                                   | 6003   | 3,06   | —       | —       |
| Kazimierz Kurach                                                                                               | 2919   | 1,49   | —       | —       |
| Liczba głosów ważnych: 196 349 (I tura) • 98 285 (II tura) Źródło: Państwowa Komisja Wyborcza I tura i II tura |        |        |         |         |

### Mandat nr 4 –Polska Zjednoczona Partia Robotnicza
| Kandydat | I tura | I tura | II tura | II tura |
| Kandydat | Głosów | %      | Głosów  | %       |
| --- | ------ | ------ | ------- | ------- |
| Jerzy Nowakowski                                                                                               | 24 601 | 12,43  | 38 333  | 39,06   |
| Joanna Malawska                                                                                                | 12 378 | 6,26   | 33 700  | 34,34   |
| Janusz Opolski                                                                                                 | 12 375 | 6,25   | —       | —       |
| Irena Drążewska                                                                                                | 8622   | 4,36   | —       | —       |
| Kazimierz Piłat                                                                                                | 7903   | 3,99   | —       | —       |
| Grzegorz Lewandowski                                                                                           | 6805   | 3,44   | —       | —       |
| Liczba głosów ważnych: 197 903 (I tura) • 98 147 (II tura) Źródło: Państwowa Komisja Wyborcza I tura i II tura |        |        |         |         |

### Mandat nr 5 –Stronnictwo Demokratyczne
| Kandydat | I tura | I tura | II tura | II tura |
| Kandydat | Głosów | %      | Głosów  | %       |
| --- | ------ | ------ | ------- | ------- |
| Stefan Bieliński                                                                                               | 26 784 | 13,43  | 52 677  | 53,64   |
| Mieczysław Bareja                                                                                              | 17 919 | 8,98   | 31 028  | 31,59   |
| Zbigniew Gessler                                                                                               | 15 696 | 7,87   | —       | —       |
| Piotr Winczorek                                                                                                | 13 316 | 6,68   | —       | —       |
| Wojciech Brochwicz-Lewiński                                                                                    | 5543   | 2,78   | —       | —       |
| Liczba głosów ważnych: 199 479 (I tura) • 98 206 (II tura) Źródło: Państwowa Komisja Wyborcza I tura i II tura |        |        |         |         |

### Mandat nr 6 –Stowarzyszenie „Pax”
| Kandydat | I tura | I tura | II tura | II tura |
| Kandydat | Głosów | %      | Głosów  | %       |
| --- | ------ | ------ | ------- | ------- |
| Józef Wójcik                                                                                                   | 42 593 | 20,86  | 38 280  | 38,99   |
| Jerzy Marlewski                                                                                                | 28 154 | 13,79  | 35 460  | 36,11   |
| Liczba głosów ważnych: 204 161 (I tura) • 98 190 (II tura) Źródło: Państwowa Komisja Wyborcza I tura i II tura |        |        |         |         |

### Mandat nr 7 – bezpartyjny
| Kandydat                                                          | Głosów  | %     |
| ----------------------------------------------------------------- | ------- | ----- |
| Andrzej Miłkowski                                                 | 142 459 | 70,53 |
| Zdzisława Guca                                                    | 38 576  | 19,10 |
| Janusz Zabłocki                                                   | 5679    | 2,81  |
| Andrzej Grzywacz                                                  | 3920    | 1,94  |
| Jan Budkiewicz                                                    | 1813    | 0,90  |
| Jerzy Kongiel                                                     | 1402    | 0,69  |
| Michał Rozesłaniec                                                | 807     | 0,40  |
| Liczba głosów ważnych: 201 988 Źródło: Państwowa Komisja Wyborcza |         |       |